# Instituto Geográfico Militar (Italia)
El Instituto Geográfico Militar (en italiano, Istituo Geografico Militare, IGM) es la agencia que ejerce las funciones de organismo cartográfico del Estado italiano, de conformidad con la ley n. 68 del 2 de febrero de 1960, que trata de la cartografía del estado italiano a través de un notable equipamiento que lo convierte en uno de los más avanzados de Italia. Realiza trabajos de geodesia, topografía y cartografía y gestiona también  la llamada Scuola Superiore di Scienze Geografiche (SSSG). A partir del 1 de octubre de 2014, tras la supresión del mando militar del ejército de la Toscana, absorbió sus tareas y personal. Tiene su sede en Florencia y ocupa gran parte del antiguo convento de la Santísima Anunciación de esta ciudad.

## Historia

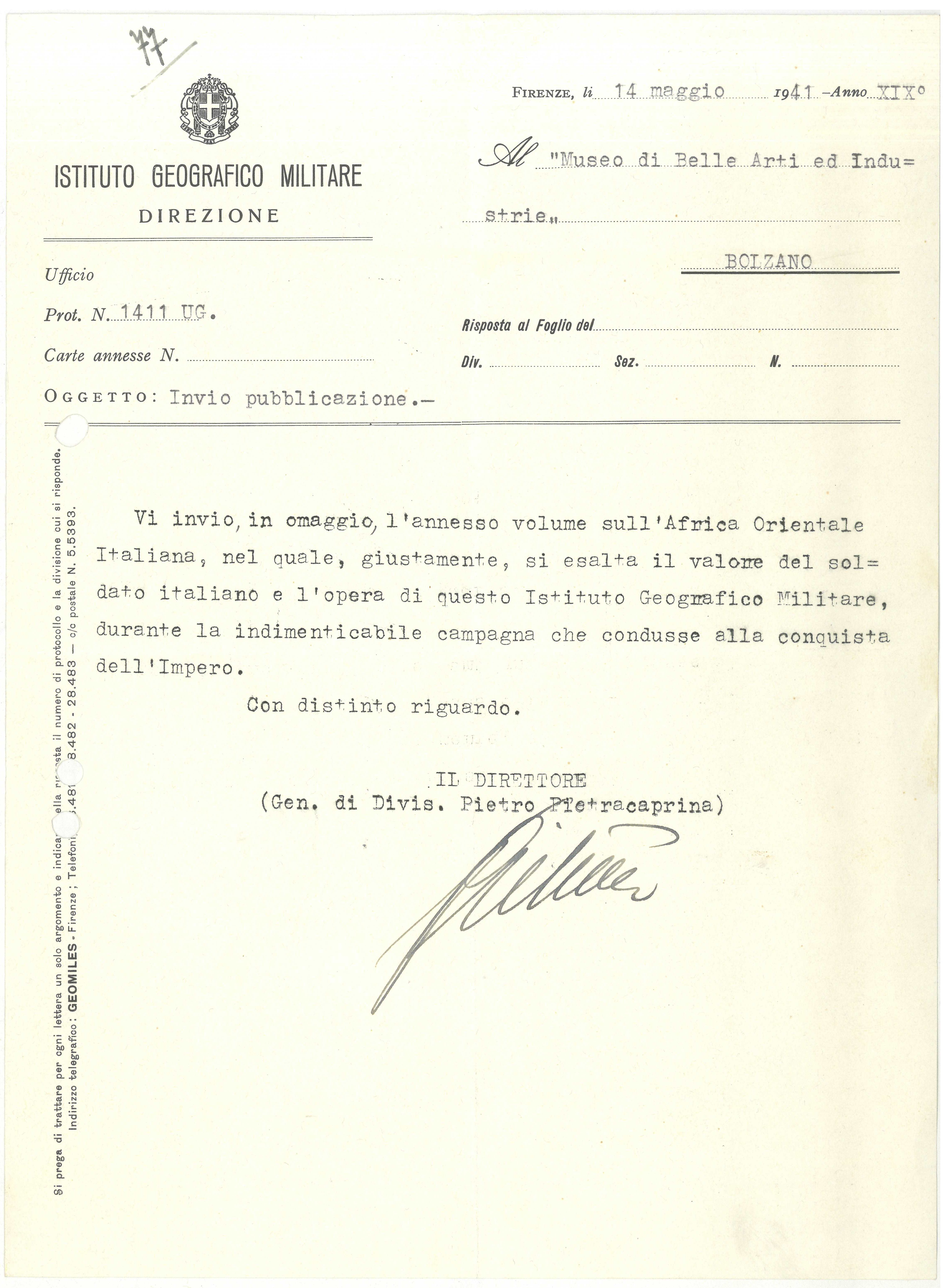
Carta de IGM sobre su publicación de 1941 que celebra el nuevo Imperio

Su historia comienza con la Oficina del Estado Mayor General del Regio Esercito Italiano que, después de la unificación italiana en 1861, había unificado la Oficina del Estado Mayor General en una sola estructura, con sede en Turín, la oficina homónima del Reino de Cerdeña, de la Oficina Topográfica Toscana y de la Real Oficina Topográfica Napolitana. La sede de la oficina se traslada luego a Florencia en 1865, al mismo tiempo que se designa la ciudad toscana como capital de Italia, ciudad que sigue manteniendo actualmente la sede del instituto.
Con la unificación se reconoció la necesidad de que el Estado italiano adquiriera una cartografía nacional unitaria, y en 1872 el Gobierno de la época encomendó, mediante una ley especial, la tarea al Instituto topográfico militar, creado de la transformación del cuerpo militar. Este instituto, rebautizado como Instituto Geográfico Militar en 1882, se hizo cargo del territorio estatal, formando el nuevo Mapa Topográfico de Italia a escala 1:100.000. Tal trabajo topográfico, realizado en gran parte utilizando la tablilla pretoriana, llevó más de 30 años de trabajo.
Durante el fascismo, la IGM apoyó los procesos de italianización realizados hacia la toponimia de las lenguas no italianas presentes tanto en el territorio nacional como en las colonias italianas.

## Descripción

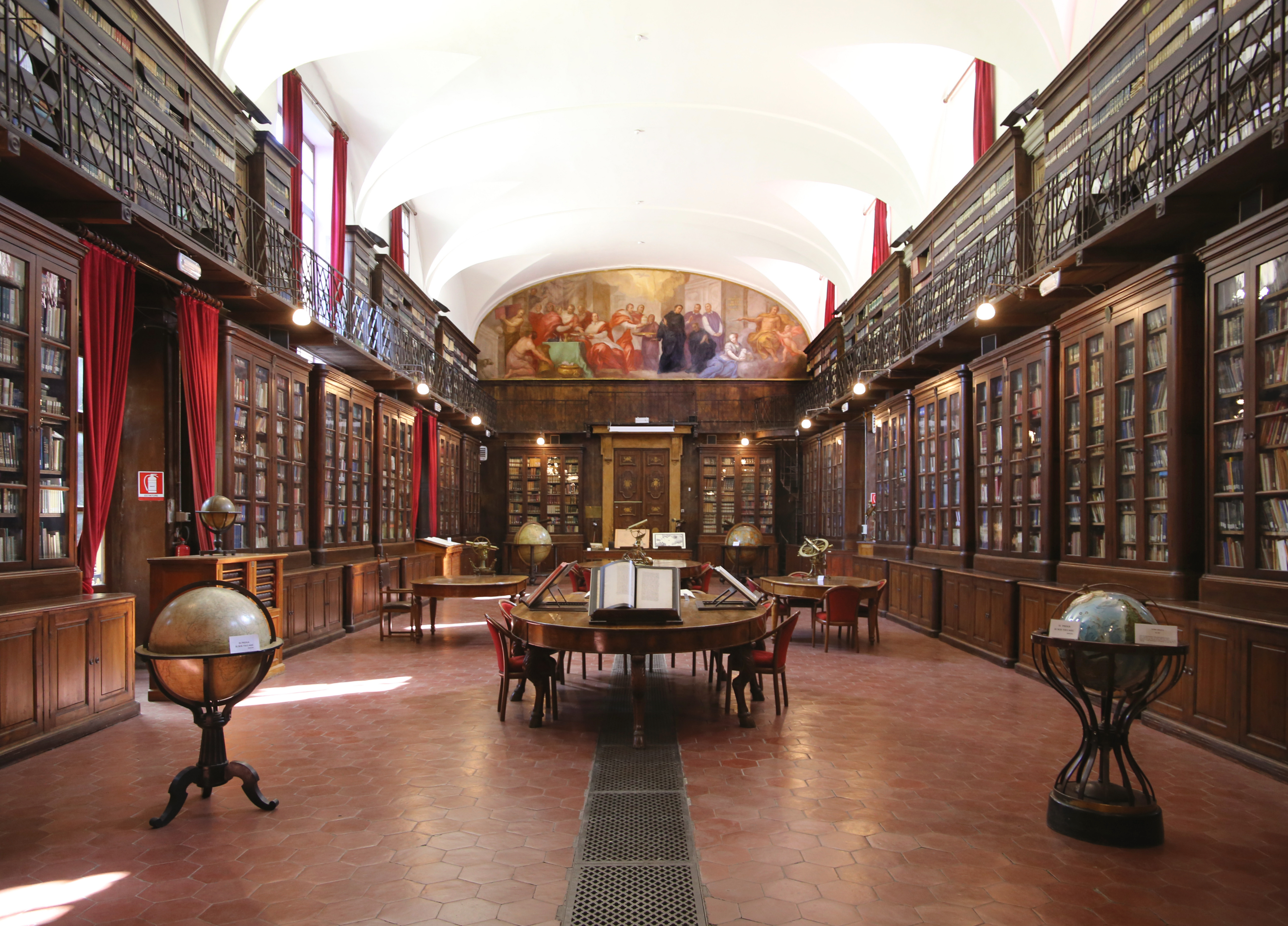
La biblioteca

Dentro del Instituto hay una sala, antiguamente el Cenáculo de los Siervos de María, en la que hay dos frontones con frescos del siglo XVII, una biblioteca geográfica y cartográfica con más de doscientos mil volúmenes de tipologías cartográficas y colecciones históricas.

### Innovaciones
La fotogrametría moderna italiana nació en este Instituto.[cita requerida]

### Oficina Documental de Florencia
Desde el 1 de octubre de 2014, tras la supresión del Mando Militar del Ejército de Toscana, el instituto absorbió sus tareas y personal. La Oficina Documental depende del Instituto Geográfico Militar, heredero directo del Centro Documental de Florencia e incluso anterior al del Distrito Militar de Florencia (11º), establecido en diciembre de 1870.
La Oficina Documental de Florencia, bajo el mando de un coronel, tras la suspensión del servicio militar, realiza principalmente actividades documentales dirigidas al personal que ha terminado el servicio militar, información y servicio para otras instituciones como el I.N.P.S. o los municipios.
La Oficina es competente para todas las provincias de la Toscana.